# 사우론의 입
사우론의 입(Sauron's Mouth)은 반지의 제왕의 등장인물이다. 반지의 제왕: 왕의 귀환 마지막 부분에 한 번 등장한다. 프로도 배긴스와 샘와이즈 갬지가 운명의 산으로 들어가기 위해 아라고른과 간달프가 병력을 이끌고 사우론의 시선을 돌렸으며, 이 때 사우론의 입이라고 자신을 소개했다. 하지만 결국 프로도 배긴스는 절대반지를 파괴해 사우론은 파멸한다.